# THX
THX Limited(영어: THX Ltd.)는 루카스 필름에서 1983년 개발했던 영화관과 홈시어터의 영상, 음향과 관련된 규격을 의미한다. 2001년 루카스 필름 계열사에서 분리되어 독립 법인으로 독립하였다.

## 개요

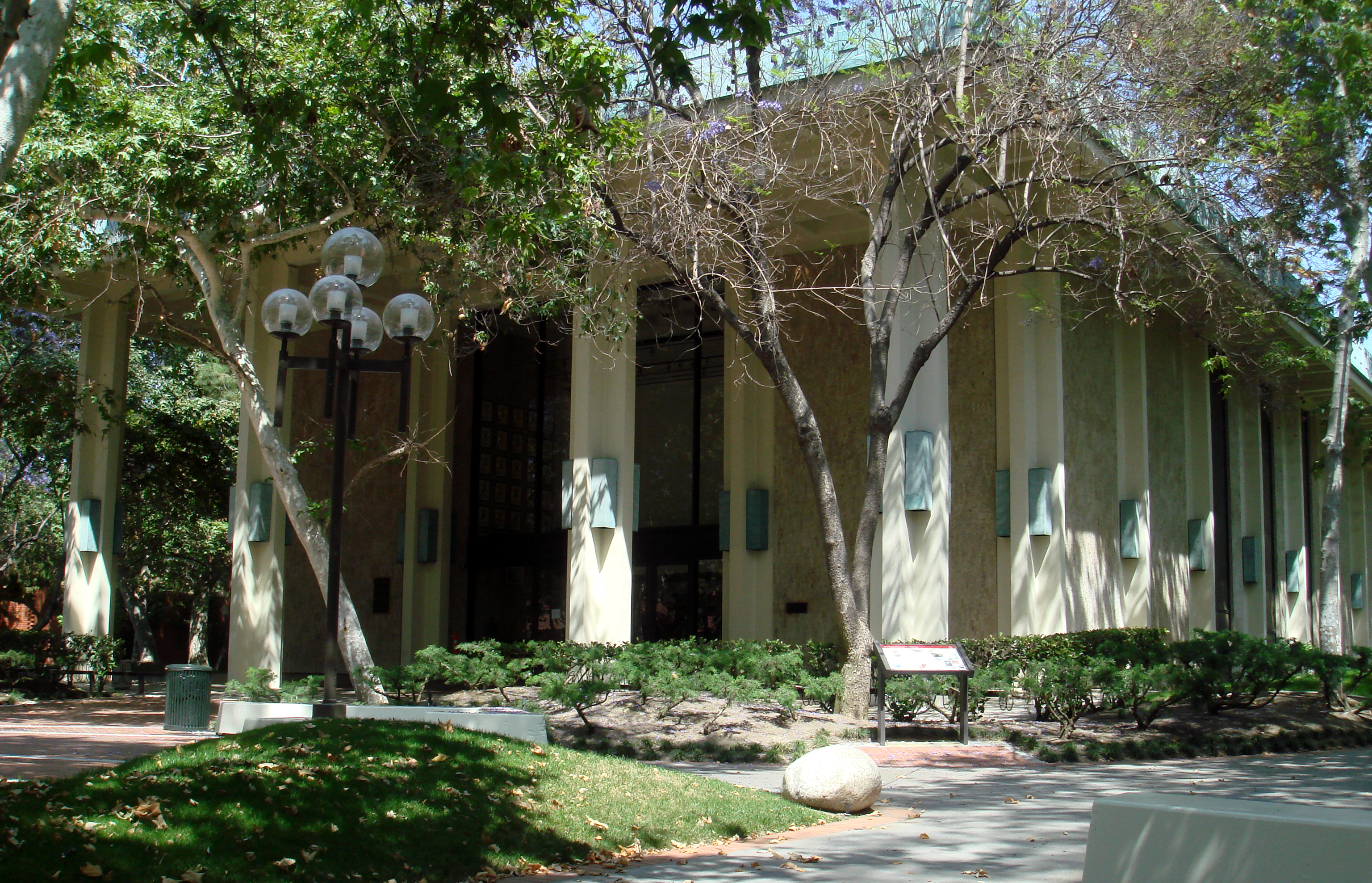
THX가 처음 개발되고 설치된 Norris Cinema Theatre, 서던 캘리포니아 대학교에 있다.

이 시스템이 만들어지게 된 첫 계기는 영화 제작자 조지 루카스가 본인의 <스타워즈> 시리즈를 제대로 된 영화관 환경, 즉 자신이 원하는 영상과 음향 환경에서 자신의 작품을 100% 끌어내어 보여주고 싶다는 데에서 출발했다. 사명은 1971년 개봉한 조지 루카스의 영화 <THX-1138>에서 유래 되었다는 말이 있으나, THX란 미국의 영화제작자 조지 루카스의 제안으로 오디오 제조사인 스넬(Snell)의 톰린슨 홀먼에 의해 고안된 영화와 극장음향의 적정기준을 뜻한다. Tomlison Holman’s experiment의 약자이다. <스타 워즈 에피소드 6: 제다이의 귀환> 이 THX 시스템이 적용된 첫 영화였다.
많은 사람들이 단순 음향 시스템으로만 생각하는 경우가 많은데 사실은 음향과 영상 모두 규격이 존재한다. THX 인증을 받기 위해서는 주어진 규격에 따라 인증된 음향 및 영사기를 설치한 뒤 THX 본사에 로열티를 지불하면, 본사에서 파견된 기사가 직접 와서 인증 환경에 도달하였음을 입증할 수 있는 경우 부여된다. 과거에는 영화관에 한정되었던 인증분야가 현재는 영화관, 홈시어터, 카오디오, 모바일 등의 다양한 분야에 걸쳐 규격이 정해져 있다.
대한민국에서의 THX 인증 영화관의 경우 과거에는 몇 군데의 인증 영화관이 있었으나 다 문을 닫고, 현재 대한민국에 남아있는 인증 영화관은 CGV 영등포 1관 (세계 최초 디지털 THX 규격 인증) 단 한곳이다. 가장 최근까지 인증을 유지하고 있던 CGV 계열의 진주 MBCine 1관 (국내 5번째 인증) 은 2013년 말 돌비 애트모스 시설을 도입하면서 인증이 자동 취소되었다.

## 같이 보기
- 홈 시어터
- 서라운드 사운드